# Gérardmer
Gérardmer (IPA: ʒeʀaʀˈme) é uma cidade do nordeste da França, no departamento dos Vosges. Sua população é de cerca de 8845 habitantes (1999).

## Geografia
Gérardmer situa-se à beira do lago homônimo, a uma altitude média de 670 m. A mais baixa altitude é de 584 m, e o ponto mais elevado é a tête de Grouvelin, culminando a 1137 m.
A comuna engloba grandes espaços florestais, num total de 3721 ha de florestas de pinheiros.

## Turismo
Essa área é bastante freqüentada por turistas dos países próximos: Luxemburgo, Bélgica, Holanda e Alemanha. Esse turismo ocorre devido à presença de um domínio de esqui, por sinal, o segundo maior da região, só ficando atrás de La Bresse. Além disso, também há uma pista de patinação no gelo, nas proximidades do lago.
Já no verão, a prefeitura abre o lago para atividades como pedalinho e canoagem.

## Esqui
O domínio de esqui de Gérardmer é composto de 2 estações de esqui, sendo uma delas de esqui nórdico. Esta apresenta mias de 100 km de pista. A outra estação é de esqui de descida. Esta apresenta 20 pistas de esqui no total. Além disso, o domínio oferece igualmente uma escola de esqui e uma pequena área reservada ao trenó.

## Eventos
- Fantastic'Arts, festival do filme fantástico (site oficial).
- Ironman : Triatlo internacional do vale dos lagos

## Curiosidades
- Nasceu aqui o campeão mundial junior de canoagem-caiaque em 2007;
- Nasceu aqui o vice-campeão mundial de canogem-caiaque em 2008;
- Aqui foi inventado o pedalinho;
- Nasceu aqui Julien Bontemps, campeão europeu de regata em 2001 e 2003 e campeão mundial em 2004 e 2005, e medalha de prata nos JO de Pequim em 2008